# Zerocalcare
Zerocalcare (oryg. Michele Rech; ur. 12 grudnia 1983) – włoski rysownik. Pseudonim w dosłownym tłumaczeniu oznacza "zero kamienia kotłowego". Twórca komiksów oraz animacji Oderwij wzdłuż linii i Świat mnie nie pokona opublikowanych na platformie Netflix.

## Twórczość
W 2003 r. pracował jako ilustrator m.in. dla gazet Liberazione, la Repubblica oraz tworzył komiks Inside dla Zuda Comics powiązanej z DC Comics. 
W 2004 r. stworzył komiks na temat 27. szczytu Grupy G8 mającego miejsce 20–22 lipca 2001 r. w Genui. Wydarzeniu temu towarzyszyły protesty antyglobalistów – choć szczyt G7/G8 często wywołuje protesty, to wydarzenia z Genui były pierwszymi protestami na dużą skalę. 
W 2011 r. opublikował pierwszy komiks La profezia dell'armadillo, po czym zaczął w internecie publikować autobiograficzny komiks. Zarówno komiks internetowy, jak i wcześniejszy tytuł zostały docenione nagrodą Macchianera Award dla najlepszego rysownika kreskówek oraz nagrodą Gran Guinigi od Lucca Comics. 
W 2016 r. opublikował komiks Kobane Calling: Greetings from Northern Syria wydany w jęz. włoskim i angielskim, opowiadający o konflikcie między Kurdami, a Państwem Islamskim. Rok później tytuł ten zdobył nagrodę Michelluzzi Award za najlepszą kreskówkę na konwencie w Neapolu. W 2019 r. komiks doczekał się adaptacji teatralnej wystawionej w teatrze w Lukce. 
W latach 2017–2018 powstał pierwszy film na podstawie komiksu – La profezia dell'armadillo (The Armadillo Prophecy) – Zerocalcare był jednym ze 4 scenarzystów. 
14 stycznia 2018 na łamach L'Espresso opublikował komiks Questa non è una partita a bocce opowiadający o wzroście ruchów neofaszystowskich we Włoszech. 
W latach 2018–2019 prace stworzone przez Zerocalcare były wystawione w MAXXI – włoskim narodowym muzeum sztuki i architektury współczesnej w Rzymie. 
W 2020 r. Zero tworzył krótkie animacje Rebibbia Quarantine dla stacji telewizyjnej LA7 podczas pandemii COVID-19, okładki dla włoskiego wydania komiksu Absolute Carnage od Marvel Comics oraz napisał wprowadzenie do włoskiej edycji komiksu TRANSito poruszającego temat transpłciowości.
W 2021 r. Zero stworzył animację Oderwij wzdłuż linii opublikowanej na platformie Netflix. Premiera odbyła się 18. października 2021 r. podczas festiwalu filmowego w Rzymie (Rome Film Fest), 17 listopada miejsce miała światowa premiera na ww. platformie. W maju 2022 r. zostało potwierdzone, że Zerocalcare pracuje nad kolejnym serialem animowanym dla Netflixa. Ze szczegółów wiadomo jedynie, że również ma zawierać 7 odcinków, ale dłuższych w porównaniu do poprzedniej produkcji.
4 października 2022 r. opublikowano jego komiks No sleep till Shengal opowiadający o prześladowaniu jazydek w Iraku. 
9 czerwca 2023 r. na platformie Netflix opublikowano serial Świat mnie nie pokona.